# Willem Holsboer
Willem Jan Holsboer (* 3. August 1905 in Stuttgart; † 14. Juni 1959 in München) war ein Schweizer respektive deutscher Schauspieler, Regisseur und Theaterintendant. Er ist der Sohn von Johann Florian Holsboer und M. C. Häberle.

## Bühne
Nach dem Besuch des Gymnasiums in Esslingen (das heutige Georgii-Gymnasium) sowie der Freien Waldorfschule in Stuttgart absolvierte Holsboer eine Berufsausbildung an der Theaterschule Mara Feldern-Förster in München. Sein Bühnendebüt gab er bereits als Schüler 1927 in einer Aufführung von August Strindbergs Mit dem Feuer spielen im Schwabinger Steinickesaal.
Es folgte noch im selben Jahr ein Engagement an den Münchner Kammerspielen, das bis 1938 andauerte und währenddessen Holsboer neben Schauspielrollen auch Regiearbeiten übernahm. 1938 wechselte er als Intendant an das Münchner Volkstheater. Bis 1950 blieb er in dieser Funktion den Städtischen Bühnen der Stadt verbunden. Erst 1951 verließ er seine Münchner Bühnenheimat, um für ein Jahr ein Gastspiel am Deutschen Schauspielhaus in Hamburg sowie von 1952 bis 1953 am Schauspielhaus Zürich zu gebe. 1953 kehrte er endgültig nach München zurück, wo er u. a. an der Kleinen Komödie auftrat und inszenierte.

### Schauspieler
Zu seinen bekannten Bühnendarstellungen zählen u. a. der Mitteldorf in Gerhart Hauptmanns Biberpelz (1932), der Mollfels in Christian Dietrich Grabbes Scherz, Satire, Ironie und tiefere Bedeutung (1936) und der Cosme in Pedro Calderón de la Barcas Dame Kobold (1937).

### Regisseur
Als Regisseur inszenierte er u. a. Komödien von Plautus, Ferdinand Raimund, Johann Nepomuk Nestroy und Carlo Goldoni sowie 1937 die Uraufführung von John Knittels Drama Via Mala nach dessen gleichnamigem Roman.

### Dramaturg und Übersetzer
Darüber hinaus bearbeitete Holsboer etliche Werke für die Bühne, u. a. Raimunds Bauer als Millionär, Nestroys Einen Jux will er sich machen und August von Kotzebues Fehlgeschossen.
Daneben übersetzte er auch englische und französische Bühnenstücke ins Deutsche.

## Film
1931 gab Holsboer in Georg Wilhelm Pabsts Kameradschaft sein Spielfilmdebüt als Darsteller. In den folgenden war er trotz seiner umfangreichen Bühnentätigkeit regelmäßig in Spielfilmproduktionen zu sehen, wenngleich fast ausschließlich in Nebenrollen. Oft spielte er in Komödien wie Einmal der liebe Herrgott sein (mit Hans Moser), So weit geht die Liebe nicht und Aufruhr im Paradies (jeweils mit dem Komiker-Duo Joe Stöckel und Beppo Brem), Musikfilmen (Die Stimme des Herzens mit Beniamino Gigli und Frech und verliebt mit Johannes Heesters) und Operettenadaptionen wie Die Försterchristel (mit Johanna Matz in der Titelrolle), Der Bettelstudent und Gräfin Mariza (mit Rudolf Schock), aber auch in Bühnenadaptionen wie Peer Gynt nach Henrik Ibsen (mit Hans Albers in der Titelrolle), Literaturverfilmungen wie Rudolf Jugerts Rosen im Herbst (nach Theodor Fontanes Effi Briest), Die verschwundene Miniatur (nach Erich Kästner), als Bob Cratchit in einer Verfilmung von Charles Dickens’ Weihnachtslied in Prosa, das Zirkusmelodram Fahrendes Volk (mit Hans Albers) und Arthur Maria Rabenalts Alraune, eine Verfilmung des Romans Alraune. Die Geschichte eines lebenden Wesens von Hanns Heinz Ewers. Zu seinen raren Fernsehproduktionen zählte 1955 die Marcel-Proust-Verfilmung Madame Aurélie unter der Regie von Carl-Heinz Schroth.
Daneben war Holsboer die treibende Kraft hinter der cineastischen Kompilation Lachkabinett, einer Hommage an den Grotestkomiker Karl Valentin: In einer Rahmenhandlung wird das Publikum zu einer Art Werkschau von Valentins eingeladen, bei der neben Ausschnitten aus alten Wochenschauen auch die Valentin-Kurzfilme Musik zu Zweien, Der verhexte Scheinwerfer, Ein verhängnisvolles Geigensolo, Der Zithervirtuose und Orchesterprobe komplett gezeigt werden. Hierbei sorgte Holsboer nicht nur als Drehbuchautor für die Zusammenstellung, sondern führte auch bei der Rahmenhandlung Regie.
Holsboer stand 1944 in der Filmliste der Gottbegnadeten-Liste des Reichsministeriums für Volksaufklärung und Propaganda.

## Privates
Willem Holsboer ist der Enkel von Willem Jan Holsboer, dessen Name er auch trägt. Er war mit der deutschen Schauspielerin Margot Rupp (1919–1992) verheiratet, mit der er mehrfach gemeinsam vor der Kamera stand (Das Orchestrion, Einmal der liebe Herrgott sein, Auf Wiedersehn am Bodensee, Das weiße Abenteuer). Aus dieser Ehe ging ein Sohn, Florian Holsboer, hervor, der von 1989 bis 2014 Direktor des Max-Planck-Instituts für Psychiatrie in München war. Willem Holsboer ist auf dem Friedhof Riem in München begraben.

## Filmografie
- 1931: Kameradschaft
- 1934: Peer Gynt
- 1935: Die klugen Frauen
- 1936: Straßenmusik
- 1937: IA in Oberbayern
- 1937: Die Stimme des Herzens
- 1937: So weit geht die Liebe nicht
- 1938: Fahrendes Volk
- 1939: Drei wunderschöne Tage
- 1939: Fasching
- 1939: Der Briefträger
- 1939: Das Orchestrion
- 1939: 15 Minuten nach Mitternacht
- 1940: Eifersucht ist eine Leidenschaft
- 1941: Was will Brigitte?
- 1941: Alarmstufe V
- 1942: Kleine Residenz
- 1942: Einmal der liebe Herrgott sein
- 1943: Man rede mir nicht von Liebe
- 1944/48: Frech und verliebt
- 1945: Wo ist Herr Belling? (unvollendet)
- 1949: Tromba
- 1950: Aufruhr im Paradies
- 1950: Frühlingsromanze
- 1952: Das weiße Abenteuer
- 1952: Die Försterchristel
- 1952: Alraune
- 1954: Die verschwundene Miniatur
- 1955: Madame Aurélie
- 1955: Rosen im Herbst
- 1955: Königswalzer
- 1955: Ein Weihnachtslied in Prosa
- 1956: Auf Wiedersehn am Bodensee
- 1956: Manöverball
- 1956: Der Bettelstudent
- 1957: Der Edelweißkönig
- 1958: Gräfin Mariza
- 1959: Paprika